# Hallaryds socken
Hallaryds socken i Småland ingick i Sunnerbo härad i Finnveden, ingår sedan 1971 i Älmhults kommun och motsvarar från 2016 Hallaryds distrikt i Kronobergs län.
Socknens areal är 110,52 kvadratkilometer, varav land 104,80. År 2000 fanns här 598 invånare. Kyrkbyn Hallaryd med sockenkyrkan Hallaryds kyrka ligger i socknen. 

## Administrativ historik
Hallaryds socken har medeltida ursprung. 
Vid kommunreformen 1862 övergick socknens ansvar för de kyrkliga frågorna till Hallaryds församling och för de borgerliga frågorna till Hallaryds landskommun. Landskommunen uppgick 1952 i Göteryds landskommun innan den 1971 uppgick i Älmhults kommun.
1 januari 2016 inrättades distriktet Hallaryd, med samma omfattning som församlingen hade 1999/2000.  
Socknen har tillhört samma fögderier och domsagor som Sunnerbo härad. De indelta soldaterna tillhörde Kronobergs regemente, Södra Sunnerbos kompani och Smålands grenadjärkår, Sunnerbo kompani.

## Geografi
Hallaryds socken ligger vid gränsen mot Skåne kring Helge å och Örsjön. Socknen består mest av skogsmark, mossar, Ljunghedar och små sjöar.

## Fornminnen
Sju hällkistor från stenåldern och några järnåldersgravplats finns här.

## Namnet
Namnet (1498 Hallaryd), taget från kyrkbyn, har ett förled hall, klippa och efterledet ryd, röjning.